# Eliminatórias da Copa do Mundo FIFA de 2022 – UEFA (Grupo D)
O Grupo D das eliminatórias da UEFA para a Copa do Mundo FIFA de 2022 foi formado por França, Ucrânia, Finlândia, Bósnia e Herzegovina e Cazaquistão.
O vencedor do grupo se classificou automaticamente para a Copa do Mundo de 2022. Além dos demais nove vencedores de grupos, os nove melhores segundos colocados avançaram para a segunda fase, que será disputada no sistema de play-offs.

## Classificação
|  | Equipes qualificadas para a Copa do Mundo de 2022 |
|  | Equipes qualificadas para a segunda fase          |
|  | Equipes eliminadas                                |

| Pos | Equipe               | Pts | J | V | E | D | GP | GC | SG  | Classificado                              |  | FRA | UKR | FIN | BIH | KAZ |
| --- | -------------------- | --- | - | - | - | - | -- | -- | --- | ----------------------------------------- |  | --- | --- | --- | --- | --- |
| 1   | França               | 18  | 8 | 5 | 3 | 0 | 18 | 3  | +15 | qualificadas para a Copa do Mundo de 2022 |  | —   | 1–1 | 2–0 | 1–1 | 8–0 |
| 2   | Ucrânia              | 12  | 8 | 2 | 6 | 0 | 11 | 8  | +3  | qualificadas para a segunda fase          |  | 1–1 | —   | 1–1 | 1–1 | 1–1 |
| 3   | Finlândia            | 11  | 8 | 3 | 2 | 3 | 10 | 10 | 0   | Eliminado                                 |  | 0–2 | 1–2 | —   | 2–2 | 1–0 |
| 4   | Bósnia e Herzegovina | 7   | 8 | 1 | 4 | 3 | 9  | 12 | −3  | Eliminado                                 |  | 0–1 | 0–2 | 1–3 | —   | 2–2 |
| 5   | Cazaquistão          | 3   | 8 | 0 | 3 | 5 | 5  | 20 | −15 | Eliminado                                 |  | 0–2 | 2–2 | 0–2 | 0–2 | —   |

## Partidas
O calendário de partidas foi divulgado pela UEFA em 8 de dezembro de 2020. As partidas entre 27 de março e a partir de 31 de outubro seguem o fuso horário UTC+1 (rodadas 1–2 e 9–10). Para as partidas entre 28 de março e 30 de outubro o fuso horário seguido é o UTC+2 (rodadas 3–8).
| 24 de março de 2021 | Finlândia      | 2 – 2                             | Bósnia e Herzegovina        | Estádio Olímpico, Helsinque                     |
| 20:45               | Pukki 58', 77' | Relatório (FIFA) Relatório (UEFA) | Pjanić 55' · Stevanović 84' | Público: 0 Árbitro: GRE Anastasios Sidiropoulos |

| 24 de março de 2021 | França        | 1 – 1                             | Ucrânia       | Stade de France, Saint-Denis           |
| 20:45               | Griezmann 19' | Relatório (FIFA) Relatório (UEFA) | Sydorchuk 57' | Público: 0 Árbitro: GER Tobias Stieler |

| 28 de março de 2021 | Cazaquistão | 0 – 2                             | França                         | Astana Arena, Nur-Sultã                  |
| 15:00               |             | Relatório (FIFA) Relatório (UEFA) | Dembélé 20' · Malyi 44' (g.c.) | Público: 0 Árbitro: BLR Aleksei Kulbakov |

| 28 de março de 2021 | Ucrânia           | 1 – 1                             | Finlândia       | Estádio Olímpico, Kiev                |
| 20:45               | Júnior Moraes 80' | Relatório (FIFA) Relatório (UEFA) | Pukki 89' (pen) | Público: 0 Árbitro: ROU István Kovács |

| 31 de março de 2021 | Bósnia e Herzegovina | 0 – 1                             | França        | Stadion Grbavica, Sarajevo             |
| 20:45               |                      | Relatório (FIFA) Relatório (UEFA) | Griezmann 60' | Público: 0 Árbitro: ITA Daniele Orsato |

| 31 de março de 2021 | Ucrânia       | 1 – 1                             | Cazaquistão  | Estádio Olímpico, Kiev            |
| 20:45               | Yaremchuk 20' | Relatório (FIFA) Relatório (UEFA) | Muzhikov 59' | Público: 0 Árbitro: SVN Matej Jug |

| 1 de setembro de 2021 | Cazaquistão          | 2 – 2                             | Ucrânia                    | Astana Arena, Nur-Sultã                    |
| 16:00                 | Valiullin 74', 90+6' | Relatório (FIFA) Relatório (UEFA) | Yaremchuk 2' · Sikan 90+3' | Público: 6 274 Árbitro: LTU Donatas Rumšas |

| 1 de setembro de 2021 | França        | 1 – 1                             | Bósnia e Herzegovina | Stade de la Meinau, Estrasburgo             |
| 20:45                 | Griezmann 40' | Relatório (FIFA) Relatório (UEFA) | Džeko 36'            | Público: 21 754 Árbitro: SUI Sandro Schärer |

| 4 de setembro de 2021 | Finlândia      | 1 – 0                             | Cazaquistão | Estádio Olímpico, Helsinque                |
| 15:00                 | Pohjanpalo 60' | Relatório (FIFA) Relatório (UEFA) |             | Público: 10 167 Árbitro: RUS Sergei Ivanov |

| 4 de setembro de 2021 | Ucrânia        | 1 – 1                             | França      | Estádio Olímpico, Kiev                     |
| 20:45                 | Shaparenko 44' | Relatório (FIFA) Relatório (UEFA) | Martial 50' | Público: 48 000 Árbitro: SVN Slavko Vinčić |

| 7 de setembro de 2021 | Bósnia e Herzegovina          | 2 – 2                             | Cazaquistão                  | Estádio Bilino Polje, Zenica           |
| 20:45                 | Pjanić 74' (pen) · Menalo 86' | Relatório (FIFA) Relatório (UEFA) | Kuat 52' · Zaynutdinov 90+5' | Público: 3 980 Árbitro: ISR Yigal Frid |

| 7 de setembro de 2021 | França             | 2 – 0                             | Finlândia | Parc Olympique Lyonnais, Décines-Charpieu  |
| 20:45                 | Griezmann 25', 53' | Relatório (FIFA) Relatório (UEFA) |           | Público: 57 057 Árbitro: GER Deniz Aytekin |

| 9 de outubro de 2021 | Cazaquistão | 0 – 2                             | Bósnia e Herzegovina | Astana Arena, Nur-Sultã                   |
| 15:00                |             | Relatório (FIFA) Relatório (UEFA) | Prevljak 25', 66'    | Público: 12 897 Árbitro: ITA Davide Massa |

| 9 de outubro de 2021 | Finlândia | 1 – 2                             | Ucrânia                       | Estádio Olímpico, Helsinque                    |
| 18:00                | Pukki 29' | Relatório (FIFA) Relatório (UEFA) | Yarmolenko 4' · Yaremchuk 34' | Público: 29 485 Árbitro: ESP Jesús Gil Manzano |

| 12 de outubro de 2021 | Cazaquistão | 0 – 2                             | Finlândia      | Astana Arena, Nur-Sultã                   |
| 16:00                 |             | Relatório (FIFA) Relatório (UEFA) | Pukki 45', 48' | Público: 8 365 Árbitro: TUR Halis Özkahya |

| 12 de outubro de 2021 | Ucrânia        | 1 – 1                             | Bósnia e Herzegovina | Arena Lviv, Lviv                          |
| 20:45                 | Yarmolenko 15' | Relatório (FIFA) Relatório (UEFA) | Ahmedhodžić 77'      | Público: 23 810 Árbitro: GER Felix Zwayer |

| 13 de novembro de 2021 | Bósnia e Herzegovina | 1 – 3                             | Finlândia                               | Estádio Bilino Polje, Zenica                |
| 15:00                  | Menalo 69'           | Relatório (FIFA) Relatório (UEFA) | Forss 29' · Lod 51' · O'Shaughnessy 73' | Público: 10 000 Árbitro: ENG Michael Oliver |

| 13 de novembro de 2021 | França                                                                         | 8 – 0                             | Cazaquistão | Parc des Princes, Paris                   |
| 20:45                  | Mbappé 6', 12', 32', 87' · Benzema 55', 59' · Rabiot 75' · Griezmann 84' (pen) | Relatório (FIFA) Relatório (UEFA) |             | Público: 45 551 Árbitro: SWE Glenn Nyberg |

| 16 de novembro de 2021 | Bósnia e Herzegovina | 0 – 2                             | Ucrânia                    | Estádio Bilino Polje, Zenica                    |
| 20:45                  |                      | Relatório (FIFA) Relatório (UEFA) | Zinchenko 59' · Dovbyk 79' | Público: 3 370 Árbitro: ESP Antonio Mateu Lahoz |

| 16 de novembro de 2021 | Finlândia | 0 – 2                             | França                   | Estádio Olímpico, Helsinque              |
| 20:45                  |           | Relatório (FIFA) Relatório (UEFA) | Benzema 66' · Mbappé 76' | Público: 31 890 Árbitro: ITA Marco Guida |

## Artilharia
6 gols
- FIN Teemu Pukki
- FRA Antoine Griezmann

5 gols
- FRA Kylian Mbappé

3 gols
- FRA Karim Benzema
- UKR Roman Yaremchuk

2 gols
- BIH Luka Menalo
- BIH Miralem Pjanić
- BIH Smail Prevljak
- KAZ Ruslan Valiullin
- UKR Andriy Yarmolenko

1 gol
- BIH Anel Ahmedhodžić
- BIH Edin Džeko
- BIH Miroslav Stevanović
- FIN Daniel O'Shaughnessy
- FIN Joel Pohjanpalo
- FIN Marcus Forss
- FIN Robin Lod
- FRA Adrien Rabiot
- FRA Anthony Martial
- FRA Ousmane Dembélé
- KAZ Bakhtiyar Zaynutdinov
- KAZ Islambek Kuat
- KAZ Serikzhan Muzhikov
- UKR Artem Dovbyk
- UKR Danylo Sikan
- UKR Júnior Moraes
- UKR Mykola Shaparenko
- UKR Oleksandr Zinchenko
- UKR Serhiy Sydorchuk

Gols contra
- KAZ Serhiy Maliy (para a França)